# Сергиевский (Ульяновская область)
Сергиевский — упразднённый посёлок в Кузоватовском районе Ульяновской области России. На момент упразднения входил в состав Чертановского сельского поселения.

## География
Посёлок находился в вершине оврага Ширников, в 3,5 км к юго-западу от села Чертановка и в 28 км к северу от районного центра.

## История
В 1913 в русской деревне Сергиевский Выселок было 29 дворов. Деревня входила в состав Сенгилеевского уезда Симбирской губернии.
Исключена из учётных данных в 2002 году постановлением заксобрания Ульяновской области от 10.12.2002 г. № 066-ЗО

## Население
В 1913 году в деревне проживало 195 человек. С 1996 года в посёлке отсутствовало постоянное население.